# Скрантон (Арканзас)
Скрантон (англ. Scranton) — город, расположенный в округе Логан (штат Арканзас, США) с населением в 222 человека по статистическим данным переписи 2000 года.

## География
По данным Бюро переписи населения США город Скрантон имеет общую площадь в 1,29 квадратных километров, водных ресурсов в черте населённого пункта не имеется.
Скрантон расположен на высоте 115 метров над уровнем моря.

## Демография
По данным переписи населения 2000 года в Скрантоне проживало 222 человека, 66 семей, насчитывалось 90 домашних хозяйств и 112 жилых домов. Средняя плотность населения составляла около 170,8 человека на один квадратный километр. Расовый состав Скрантона по данным переписи распределился следующим образом: 97,30 % белых, 0,90 % — чёрных или афроамериканцев, 1,80 % — представителей смешанных рас.
Из 90 домашних хозяйств в 31,1 % — воспитывали детей в возрасте до 18 лет, 55,6 % представляли собой совместно проживающие супружеские пары, в 15,6 % семей женщины проживали без мужей, 25,6 % не имели семей. 23,3 % от общего числа семей на момент переписи жили самостоятельно, при этом 17,8 % составили одинокие пожилые люди в возрасте 65 лет и старше. Средний размер домашнего хозяйства составил 2,47 человек, а средний размер семьи — 2,85 человек.
Население города по возрастному диапазону по данным переписи 2000 года распределилось следующим образом: 23,9 % — жители младше 18 лет, 12,2 % — между 18 и 24 годами, 24,3 % — от 25 до 44 лет, 21,2 % — от 45 до 64 лет и 18,5 % — в возрасте 65 лет и старше. Средний возраст жителей составил 39 лет. На каждые 100 женщин в Скрантоне приходилось 96,5 мужчин, при этом на каждые сто женщин 18 лет и старше приходилось 87,8 мужчин также старше 18 лет.
Средний доход на одно домашнее хозяйство в городе составил 26 000 долларов США, а средний доход на одну семью — 30 313 долларов. При этом мужчины имели средний доход в 16 875 долларов США в год против 18 750 долларов среднегодового дохода у женщин. Доход на душу населения в городе составил 25 970 долларов в год. 11,5 % от всего числа семей в населённом пункте и 17,8 % от всей численности населения находилось на момент переписи населения за чертой бедности, при этом 34,2 % из них находились в возрасте 64 лет и старше.